# Päpstliches Englisches Kolleg

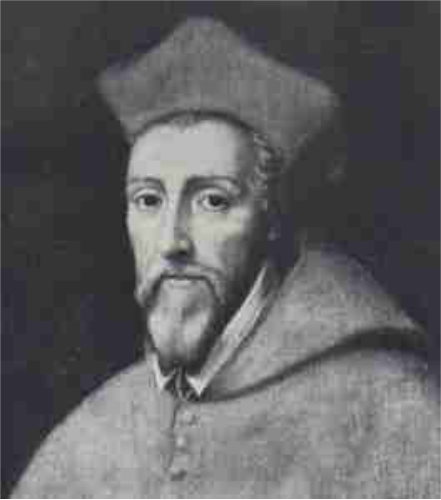
Kardinal William Allen

Das Ehrwürdige Englische Kolleg, auch Päpstliches Englisches und Walisisches Kolleg, (lateinisch Pontificium Collegium Anglicanum, italienisch Venerabile Collegio Inglese, englisch Venerable English College) ist ein Päpstliches Kolleg und Priesterseminar in Rom. Es dient der Aus- und Weiterbildung für Priester aus England und Wales. Es wurde 1579 vom englischen Kardinal William Allen gegründet und ist die älteste englische Institution außerhalb Englands.

## Vorläufer
1565 musste der englische Priester und Domherr von York William Allen sein Heimatland England verlassen und flüchtete nach Douai, das damals nicht zu Frankreich gehörte, sondern zu den Spanischen Niederlanden. Hier gründete er 1568 das „Collège des Anglais Douai“. 1578 wurde das Priesterseminar nach Reims verlegt und konnte dort bis 1593 verbleiben. Neben der Priesterausbildung wurde auch die Laienausbildung vorangetrieben. Das eigentliche Ziel des Priesterseminars lag in der Rekatholisierung Englands, welches von Papst Gregor XIII. unterstützt wurde. In der Nachfolgezeit wurden weitere „Englische Kollegs“ in Rom, Valladolid, Sevilla und Lissabon gegründet. Bekannte Persönlichkeiten des Collège des Anglais Douai waren: Edmund Campion, Antoine Legrand, Gregory Martin, Cuthbert Mayne, Robert Southwell und John Southworth.

## Gründung
1576 kam William Allen nach Rom, mit der Unterstützung von Papst Gregor XIII. gelang es ihm, das alte englische Gästehaus, welches seit Beginn des 14. Jahrhunderts englischen Pilgern in Rom Unterkunft anbot, in ein Priesterseminar umzubauen. Die ersten Seminaristen kamen aus Douai, mit ihnen wurde die Lehrtätigkeit aufgenommen. Mit einer Päpstlichen Bulle von 1579, dem offiziellen Gründungsjahr, approbierte Gregor XIII. das „Collegium Anglecanum“, der Papst übernahm die Bürgschaft für das  Kolleg, er schenkte ihm Eigentum und übertrug ihm die Abteikirche San Savino in Piacenza. Der erste Direktor wurde Maurice Clenock aus Wales, sein Nachfolger wurde der Jesuit Alfonso Agazzari (siehe auch John Ballard), der die Geschicke des Instituts bis 1773 leitete.

## Ehrwürdiges Kolleg
In den Jahren 1581 bis 1679 wurden in England und Wales über 130 katholische Priester in Gefängnisse verbracht oder des Landes verwiesen. Vierundvierzig Priester und Laien erlitten ein Martyrium, davon sind einundvierzig Personen zu Heiligen und Seligen gesprochen worden. Sie sind unter der Bezeichnung „Vierzig Märtyrer von England und Wales“ bekannt geworden. In Erinnerung und zu deren Ehren dieser Personen, die teilweise Seminaristen des „Collège des Anglais Douai“ waren, trägt das Englische Kolleg in Rom seit 1818 den Ehrentitel „Ehrwürdig“ (lateinisch: venerabilis).

## Aufbau und Niedergang

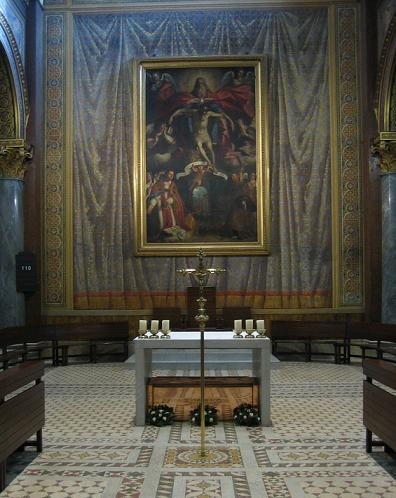
Kollegskirche San Tommaso di Canterbury: Blick in das Mittelschiff zum Hauptaltar, dahinter ein Gemälde von Durante Alberti von 1580

Im Jahr 1681 begann eine neue Periode für das Kolleg. Es erhielt eine eigene Kapelle, der bekannte Jesuit und Maler Andrea Pozzo entwarf hierzu das Fresko der „Himmelfahrt Mariä“. Zwischen 1682 und 1694 wurden Teile des Kollegs renoviert und zu einem „Palazzo“ ausgebaut. Diese Baumaßnahmen standen unter der Schirmherrschaft von Kardinal Philip Howard OP (bekannt als Kardinal von Norfolk). Er war der Sohn von Henry Howard, 22. Earl of Arundel, sein Urgroßvater war Philip Howard, 20. Earl of Arundel, der zu den vierzig Märtyrern Englands und Wales zählt.
Während des 18. Jahrhunderts schloss sich das Kolleg den Jakobiten an, diese  Verbindung reichte bis zum Jahr 1807, die Kollegleitung lag in den Händen der Jesuiten. Papst Clemens XIV. hatte im Jahr 1773 den Jesuitenorden aufgelöst und die Leitung an italienische Weltpriester übertragen. Die Eroberung Roms und die Vertreibung Papst Pius VI. durch Napoleon I. (1797/98) führten zur vorübergehenden Auflösung des Englischen Kollegs.

## Neubeginn
Während der napoleonischen Herrschaft konnten die Gebäude des Kollegs erhalten werden. In den Räumen wurden Treffen und Begegnungen abgehalten, der Kardinalprotektor des Königreichs beider Sizilien Kardinal Romoaldo Braschi-Onesti (ein Neffe Papst Pauls IV.) hielt seine schützende Hand über das Englische Kolleg. 1818 wurde der Engländer Robert Gradwell, der spätere Titularbischof von Lydda und Koadjutor-Apostolischer Vikar von London-District, neuer Rektor und nahm mit wenigen Studenten den Unterricht wieder auf. Zu den ersten Priesteramtskandidaten gehörte Nicholas Patrick Stephen Wiseman, der 1828 Rektor des Kollegs wurde und später Erzbischof von Westminster war. 1866 legte Papst Pius IX. den Grundstein für einen Neubau, der vom bekannten Architekten Virginio Vespignani entworfen war. Das neue Seminarhaus wurde 1888 fertiggestellt.

## Gegenwart
Mit den beiden Direktoren Arthur Hinsley (1917–1929) und William Godfrey (1929–1939) übernahmen zwei herausragende Persönlichkeiten die Leitung des Kollegs. Hinsley gelang es, durch seine Intervention, das Kolleg vor dem Abriss zu bewahren. Während des Zweiten Weltkriegs mussten 1940 die Studenten das Kolleg verlassen und siedelten nach England. Sie setzten an der damaligen Jesuitenschule von Stonyhurst ihre Studien fort. Die Gebäude des Kollegs in Rom wurden zwischen 1941 und 1944 als Krankenhaus genutzt. Die ersten Seminaristen kehrten im Herbst 1946 nach Rom zurück. Das Kolleg diente den englischen und walisischen Bischöfen in den Zeiten der beiden Vatikanischen Konzile 1869/70 und 1962–1965 als Unterkunft. Anlässlich des vierhundertjährigen Bestehens zelebrierte Papst Johannes Paul II. 1979 die Heilige Messe in der Kollegkirche.

## Aufgabe und Organisation

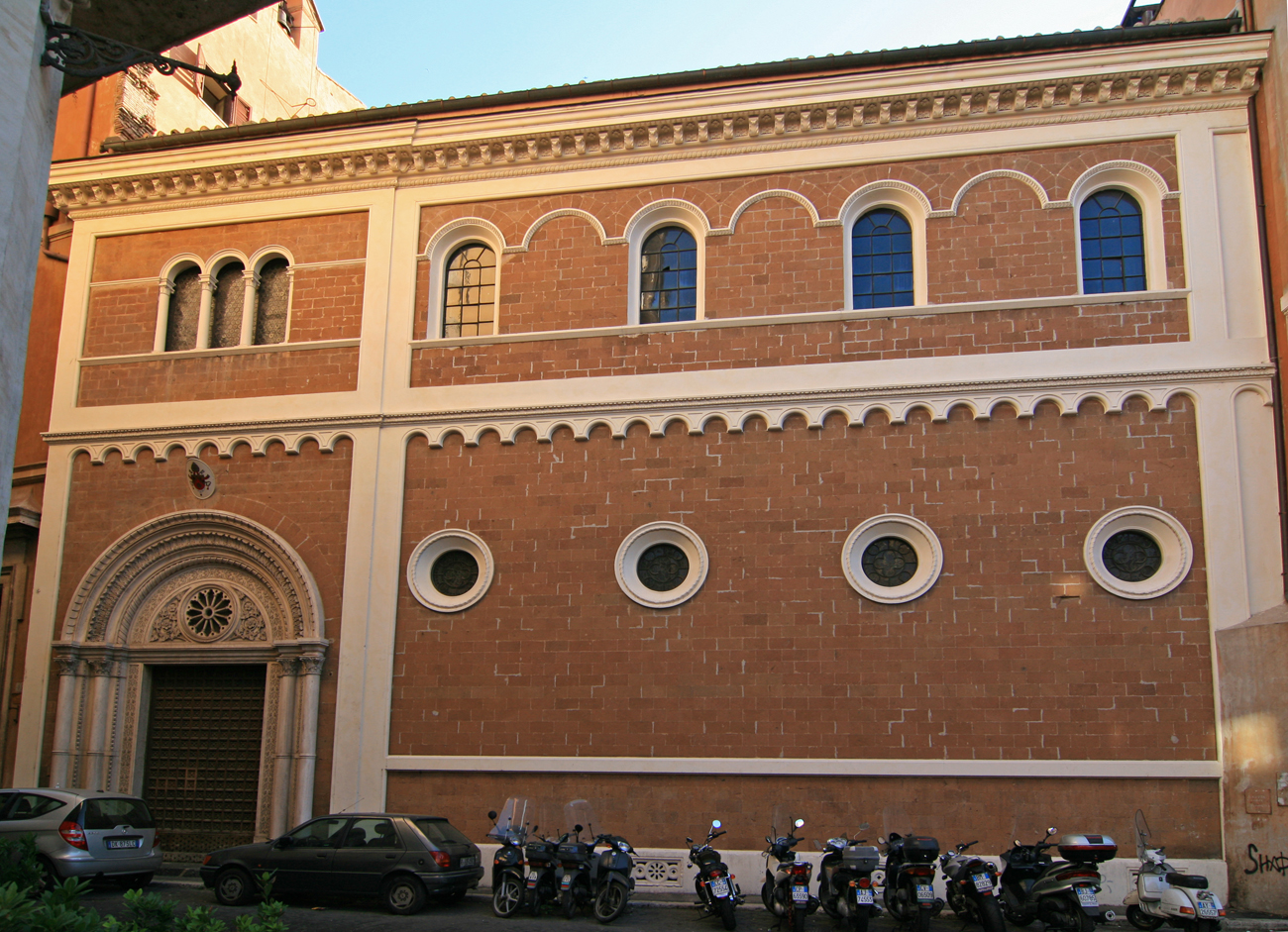
Portal und Südwand der Kirche San Tommaso di Canterbury

Das Hauptaufgabengebiet des Englischen Kollegs ist, junge angehende Priester aus England und Wales auf ihre Tätigkeit vorzubereiten. Hierzu stellen sie den Seminaristen ein großes Angebot des geistlichen Lebens, Unterkunft und priesterliche Seminare zur Verfügung. Das Kolleg wird von einem Gremium aus englischen Diözesanpriestern geleitet, es setzt sich aus dem Rektor, seinem Stellvertreter, dem Philosophielehrer, dem Theologielehrer und dem geistlichen Direktor zusammen. Unterstützt wird die Arbeit durch einen Verwalter und zwei Sekretäre. Die Studenten sind in den Päpstlichen Universitäten in Rom immatrikuliert und schließen ihr Studium nach sieben Jahren mit einem Zertifikat ab.
Die Lehrgebäude, Unterkünfte und die Kollegskirche San Tommaso di Canterbury liegen an der Via di Monserrato in Rom. Der Sitz des Rektorats ist die Villa Palazzola in der Via dei Laghi in Rocca di Papa (Metropolitanstadt Rom).

## Ehemalige Seminaristen
in der Reihenfolge des Geburtsjahres
- Georg Anton von Rodenstein (1579–1652), Fürstbischof von Worms
- David Lewis (1617–1679), walisischer Jesuit, Märtyrer und Heiliger
- Francis Aidan Gasquet (1846–1929), englischer Benediktiner, Abt, Historiker, Bibliothekar, Archivar und Kurienkardinal
- William Theodore Heard (1884–1973), schottischer Kurienkardinal
- William Godfrey (1889–1963), Erzbischof von Westminster und Kardinal
- Norman St John-Stevas, Baron St John of Fawsley (1929–2012), britischer Politiker
- Anthony Kenny (* 1931), englischer Philosoph und Philosophiehistoriker
- Cormac Murphy-O’Connor (1932–2017), Erzbischof von Westminster und Kardinal
- Patrick Kelly (* 1938), Erzbischof von Liverpool
- Vincent Nichols (* 1945), Erzbischof von Westminster und Kardinal
- Arthur Roche (* 1950), englischer Kurienkardinal